# Кипарисовый ларец
Кипарисовый ларец — второй поэтический сборник Иннокентия Анненского, изданный посмертно и подготовленный к печати сыном поэта Валентином. Именно этот сборник сделал Анненского известным поэтом.
Своё название сборник получил благодаря шкатулке с вензелем, которая действительно была сделана из кипарисового дерева, служившей местом хранения тетрадей с рукописями Анненского. Он вышел в апреле 1910 года — спустя четыре месяца после смерти автора.

## Состав сборника

### Трилистники
- Трилистник сумеречный
  - Сиреневая мгла
  - Тоска мимолётности
  - Свечку внесли
- Трилистник соблазна
  - Маки («Весёлый день горит… Среди сомлевших трав…»)
  - Маки в полдень. Вариант
  - Смычок и струны
  - В марте
- Трилистник сентиментальный
  - Одуванчики
  - Старая шарманка
  - Вербная неделя
- Трилистник осенний
  - Ты опять со мной
  - Август
  - То было на Валлен-Коски
- Трилистник лунный
  - Зимнее небо
  - Лунная ночь в исходе зимы
  - Träumerei
- Трилистник обречённости
  - Будильник
  - Стальная цикада
  - Чёрный силуэт
- Трилистник огненный
  - Аметисты («Когда, сжигая синеву…»)
  - Сизый закат
  - Январская сказка
- Трилистник кошмарный
  - Кошмары
  - Киевские пещеры
  - То и Это
- Трилистник проклятия
  - Ямбы
  - Кулачишка
  - О нет, не стан
- Трилистник победный
  - В волшебную призму
  - Трое
  - Пробуждение
- Трилистник траурный
  - Перед панихидой
  - Баллада
  - Светлый нимб
- Трилистник тоски
  - Тоска отшумевшей грозы
  - Тоска припоминания
  - Тоска белого камня
- Трилистник дождевой
  - Дождик
  - Октябрьский миф
  - Романс без музыки
- Трилистник призрачный
  - Nox vitae
  - Квадратные окошки
  - Мучительный сонет
- Трилистник ледяной
  - Ледяная тюрьма
  - Снег
  - Дочь Иаира
- Трилистник вагонный
  - Тоска вокзала
  - В вагоне
  - Зимний поезд
- Трилистник бумажный
  - Спутнице
  - Неживая
  - Офорт
- Трилистник в парке
  - Я на дне
  - Бронзовый поэт
  - Pace
- Трилистник из старой тетради
  - Тоска маятника
  - Картинка
  - Старая усадьба
- Трилистник толпы
  - Прелюдия
  - После концерта
  - Буддийская месса в Париже
- Трилистник балаганный
  - Серебряный полдень
  - Шарики детские
  - Умирание
- Трилистник весенний
  - Чёрная весна
  - Призраки
  - Облака
- Трилистник шуточный
  - Перебой ритма
  - Пэон второй — пэон четвёртый
  - Человек
- Трилистник замирания
  - Я люблю
  - Закатный звон в поле
  - Осень («Не било четырёх…»)
- Трилистник одиночества
  - Лишь тому, чей покой таим
  - Аромат лилеи мне тяжёл
  - Дальние руки

### Складни
- Добродетель
  - Рабочая корзинка
  - Струя резеды в тёмном вагоне
- Контрафакции
  - Весна
  - Осень («И всю ночь там по месяцу дымы вились…»)
- Складень романтический
  - Небо звёздами в тумане…
  - Милая
- Два паруса лодки одной
- Две любви («Есть любовь, похожая на дым…»), 1900-е годы
- Другому
- Он и я

### Размётанные листы
- Невозможно
- Сестре
- Забвение
- Стансы ночи
- Месяц
- Тоска медленных капель
- Тринадцать строк
- Ореанда
- Дремотность
- Нервы
- Весенний романс («Ещё не царствует река…»)
- Осенний романс
- Среди миров («Среди миров, в мерцании светил…»)
- Миражи
- Гармония
- Второй мучительный сонет («Вихри мутного ненастья…»)
- Бабочка газа
- Прерывистые строки
- Canzone
- Дымы
- Дети
- Моя тоска